# Vinkelmalmätare
Vinkelmalmätare Eupithecia vulgata är en fjärilsart som beskrevs av Adrian Hardy Haworth 1809. Vinkelmalmätare ingår i släktet Eupithecia och familjen mätare, Geometridae. Arten är reproducerande i Sverige. Två underarter finns listade i Catalogue of Life, Eupithecia vulgata clarensis Huggins, 1962 och Eupithecia vulgata scotica Cockayne, 1951.

## Bildgalleri

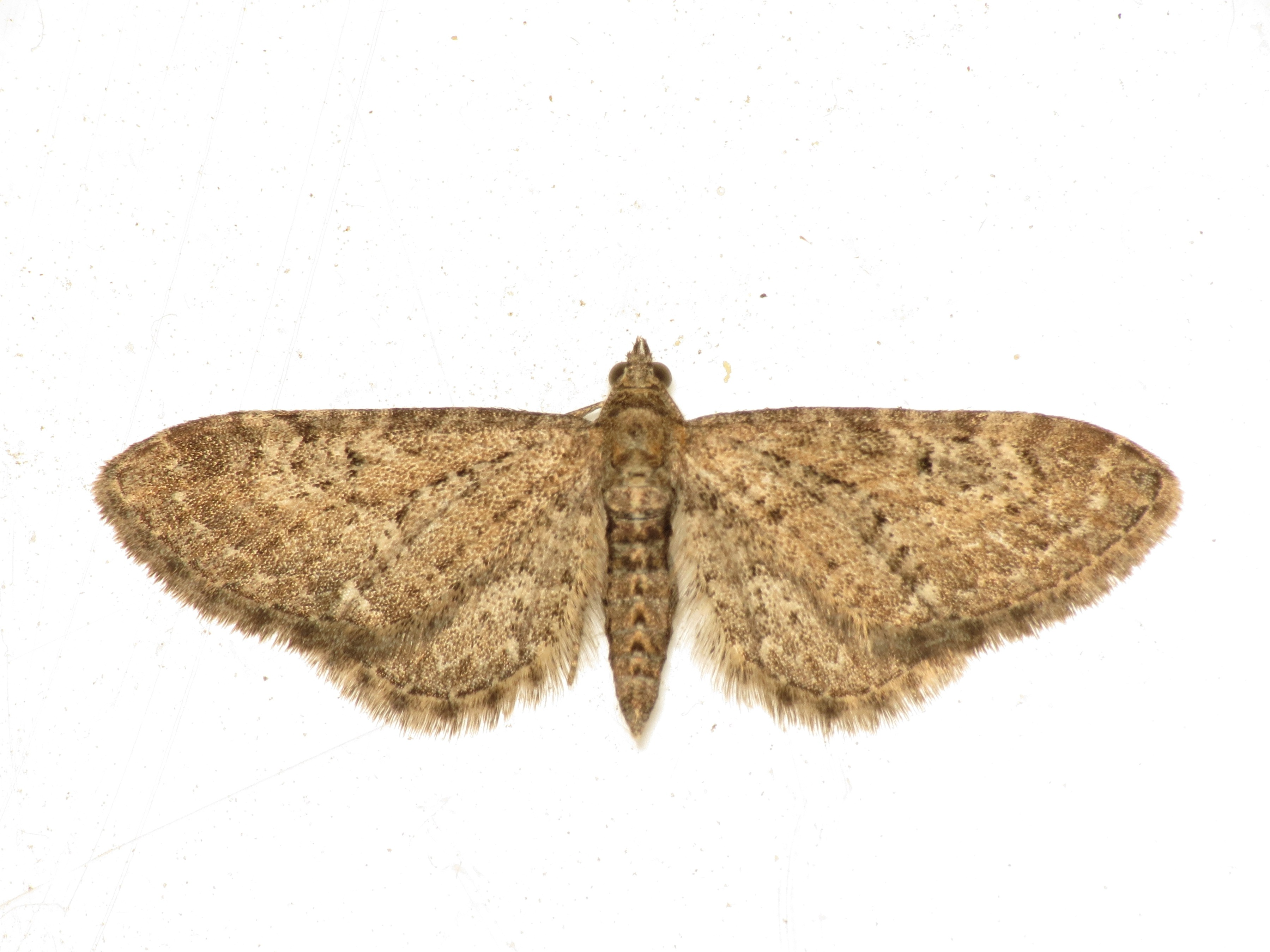
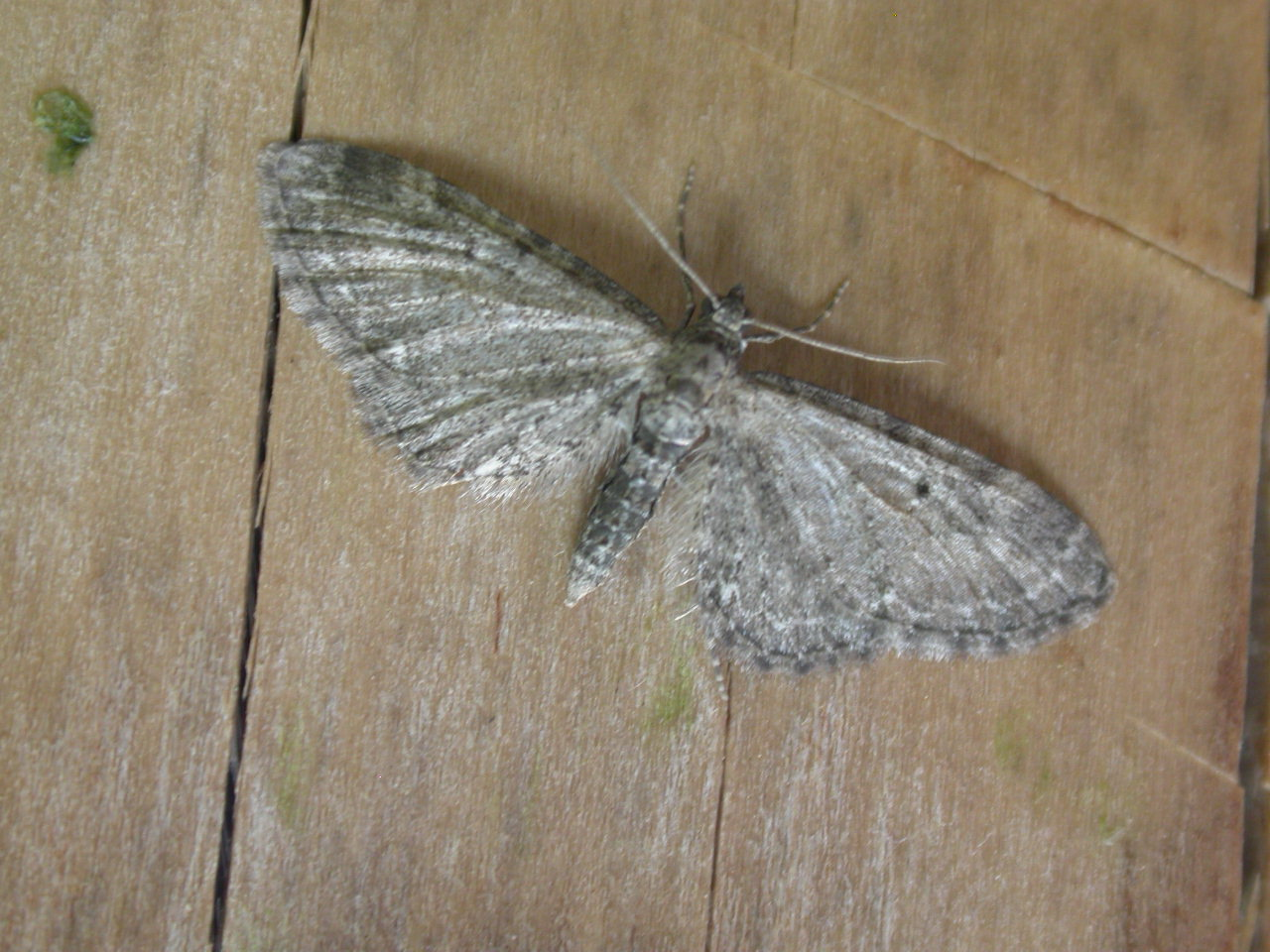
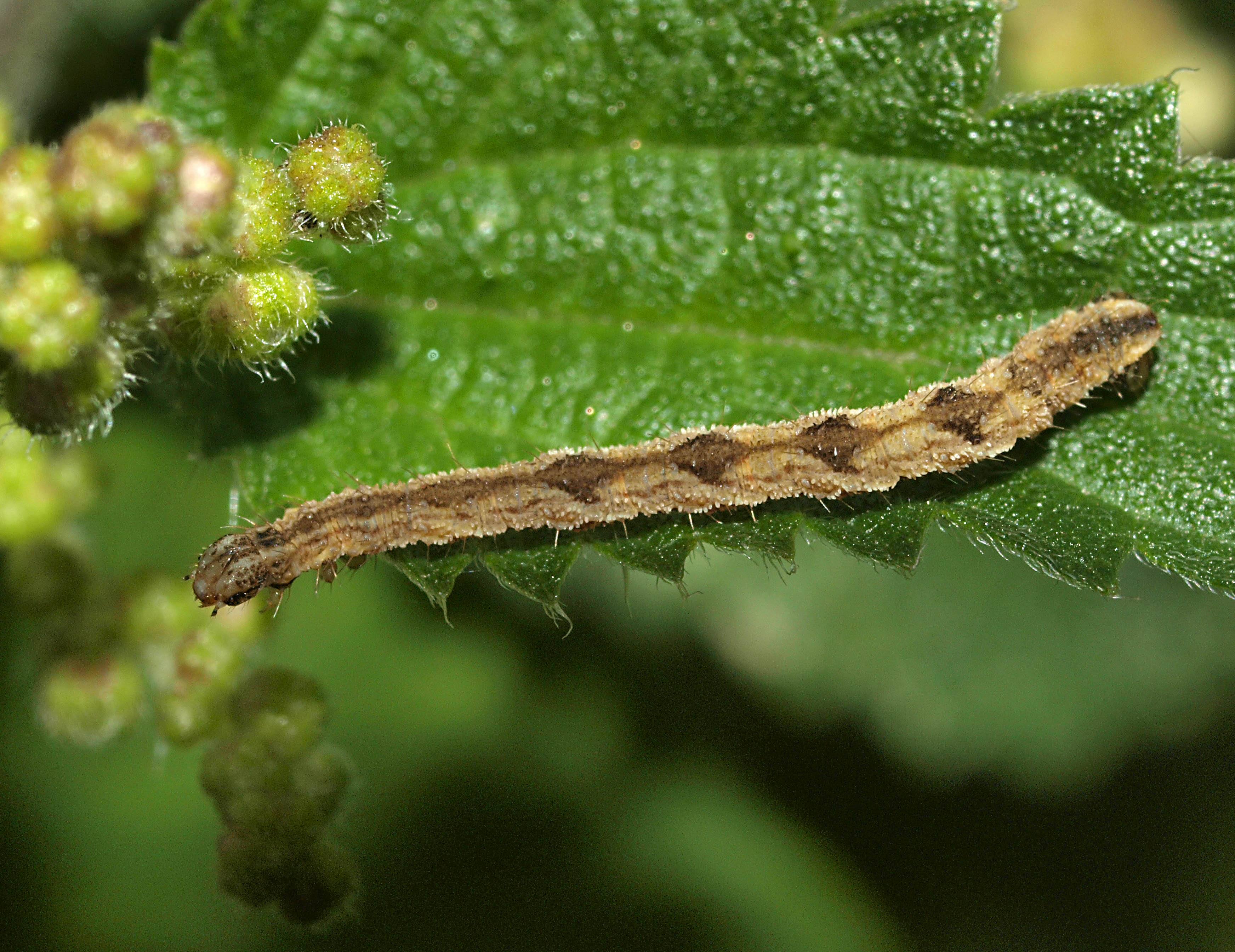